# Bolos sobre hierba en los Juegos Paralímpicos
Los bolos sobre hierba adaptado fueron incluidos en los Juegos Paralímpicos de Verano desde la tercera edición que se celebró en Tel Aviv (Israel) en 1968. El deporte dejó de formar parte del programa paralímpico a partir de la edición de Sídney 2000.

## Ediciones
| N.º | Año  | Sede                        | País                       |
| --- | ---- | --------------------------- | -------------------------- |
| I   | 1968 | Tel Aviv                    | Israel                     |
| II  | 1972 | Heidelberg                  | RFA                        |
| III | 1976 | Toronto                     | Canadá                     |
| IV  | 1980 | Arnhem                      | Países Bajos               |
| V   | 1984 | Nueva York Stoke Mandeville | Estados Unidos Reino Unido |
| VI  | 1988 | Seúl                        | Corea del Sur              |
| VII | 1996 | Atlanta                     | Estados Unidos             |

## Medallero histórico
- Resultados de 1968 a 1996.[2]

| Núm. | País                      | Oro | Plata | Bronce | Total |
| ---- | ------------------------- | --- | ----- | ------ | ----- |
| 1    | Reino Unido (GBR)         | 35  | 28    | 19     | 82    |
| 2    | Australia (AUS)           | 8   | 7     | 6      | 21    |
| 3    | Irlanda (IRL)             | 7   | 2     | 3      | 12    |
| 4    | Sudáfrica (RSA)           | 5   | 5     | 1      | 11    |
| 5    | Canadá (CAN)              | 4   | 1     | 2      | 7     |
| 6    | Estados Unidos (USA)      | 2   | 3     | 7      | 12    |
| 7    | Japón (JPN)               | 2   | 2     | 1      | 5     |
| 8    | Indonesia (INA)           | 2   | 1     | 5      | 8     |
| 9    | Francia (FRA)             | 1   | 0     | 5      | 6     |
| 10   | Nueva Zelanda (NZL)       | 1   | 0     | 1      | 2     |
| 11   | Alemania Occidental (FRG) | 1   | 0     | 0      | 1     |
| 12   | Austria (AUT)             | 0   | 4     | 0      | 4     |
| 13   | Zimbabue (ZIM)            | 0   | 2     | 1      | 3     |
| 14   | Corea del Sur (KOR)       | 0   | 1     | 2      | 3     |
| 15   | Hong Kong (HKG)           | 0   | 1     | 1      | 2     |
| 16   | Brasil (BRA)              | 0   | 1     | 0      | 1     |
| 16   | Egipto (EGY)              | 0   | 1     | 0      | 1     |
| 16   | Kenia (KEN)               | 0   | 1     | 0      | 1     |
| 19   | Israel (ISR)              | 0   | 0     | 2      | 2     |
| 19   | Italia (ITA)              | 0   | 0     | 2      | 2     |
| 21   | Malta (MLT)               | 0   | 0     | 1      | 1     |
|      | TOTAL                     | 68  | 60    | 59     | 187   |